# Elna Särström
Elna Särström, född Schwartz 1880 i Holmestrand Norge, död 1950 i Falsterbo församling, var en norsk-svensk målare. Hon var gift med Hjalmar Särström.
Särström studerade vid Académie Colarossi i Paris samt under studieresor till Italien. Hennes konst består av landskap med strandmotiv i olja eller pastell.